# Caminho da Pequena Polônia

Caminho da Pequena Polônia (em polaco Małopolska Droga św. Jakuba) é um dos Caminhos de Santiago que parte de Sandomierz na Polônia e se prolonga até ao Cracóvia e República Checa e de lá para Santiago de Compostela.

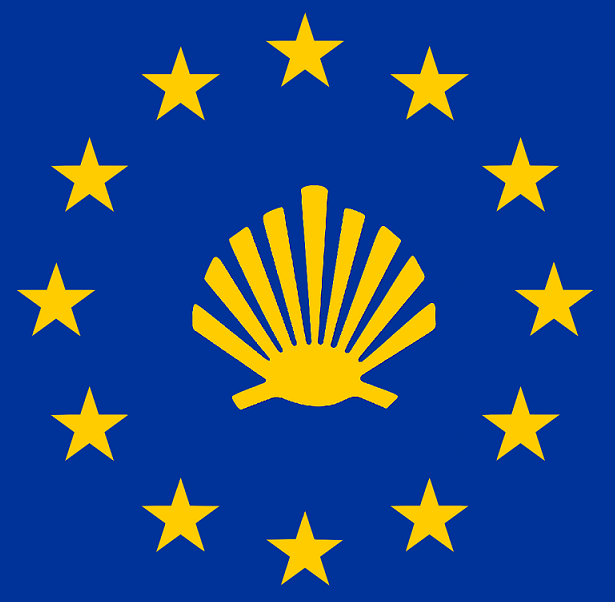
Símbolo dos pegninos a Saint-Jacques-de-Compostelle

## Curso da Rota
O caminho da São Tiago passa por diversos departamentos e cidades:
- Sandomierz
- Klimontów
- Szydłów
- Pałecznica
- Więcławice Stare
- Cracóvia
- Oświęcim